# 남원 선국사 건칠아미타여래좌상 및 복장유물
남원 선국사 건칠아미타여래좌상 및 복장유물(南原 善國寺 乾漆阿彌陀如來坐像 및 腹藏遺物)은 대한민국 전북특별자치도 남원시 선국사에 있는 고려시대의 불상과 그 안에 들어있던 유물이다. 복장 유물은 김제시 금산사 성보박물관에 있다. 2007년 7월 13일 대한민국의 보물 제1517호로 지정되었다.

## 건칠아미타여래좌상
선국사 건칠아미타여래좌상은 고려 말에서 조선 초기에 유행한 건칠기법으로 조성된 상으로, 체구가 장대하고 각부의 비례가 균형감 있게 느껴진다. 상호(相好)는 원만하고 머리는 나발(螺髮)이며 정상계주(頂上.珠)와 중앙계주(中央.珠)가 있다. 어깨가 둥글고 가슴부분이 융기되어 있으며 측면 역시 두터워 풍부한 양감이 느껴진다.
착의 형식이나 가사의 금구 장식, 내의를 묶은 매듭의 표현 등이 청양 장곡사 금동약사여래좌상(보물 제337호, 1346년 제작) 및 지금은 망실된 문수사금동여래좌상(충남도 유형문화재 제34호, 1346년)과 같은 고려후기 14세기 전반 불상들과 공통된 양식적 특징을 잘 보여주고 있다. 또한 둥근 얼굴이나 왼쪽 어깨에서 접혀져서 늘어진 옷자락 모습은 개운사 목조아미타불좌상(1274년 중수, 1322년 개금) 및 화성 봉림사 목조아미타여래좌상(보물 제980호, 1362년 하한)과도 비교가 된다. 재료가 건칠이라는 점은 이 상의 중요성을 더욱 부각시킨다. 현존하는 건칠상은 그 수가 많지 않으며 대부분이 보살상이다. 이 아미타여래좌상은 14세기 중반의 조각양식을 잘 보여주며, 고려시대 건칠여래상으로서 드문 작품이라는 점에서 보물로 지정되었다.

## 복장 유물
선국사 건칠아미타여래좌상에서는 복장물이 발견되었는데, 일부가 유실되고 현재는 14세기 말에서 15세기 말 사이의 자료들만이 남아있다. 현존하는 인본다라니는 회화적인 도상이 아니라 범자(梵字)를 원상(圓相)으로 배치한 관념화된 도상이란 점에서 불교사상과 관련하여 인쇄사 및 서지학 분야에서 중요한 자료이므로 불상과 함께 일괄로 지정되었다.

## 같이 보기
- 선국사

## 참고 자료
- 남원 선국사 건칠아미타여래좌상 및 복장유물 - 국가유산청 국가유산포털